# 대체투자
대체투자(영어: alternative investment)는 전통적인 투자 대상인 주식, 채권, 현금 등에 투자하는 대신 다른 자산에 투자하는 것이다. 대체로 유형자산에 대한 투자를 말하며, 금과 은 등의 보석, 고가의 미술품, 우표 등에 투자하는 것과 원유 및 원자재, 생필품, 헤지 펀드에 투자하는 것이 대체투자에 포함된다. 농장이나 임야등 부동산에 투자하는 것 역시 대체투자의 한 유형이다.

## 같이 보기
- 금 투자

## 참조
1. ↑  Invest in a forest,The Telegraph, 25 Aug 2007. Retrieved 16-05-22.